# Josef Vraný (poslanec Říšské rady)
Josef Vraný (28. prosince 1842 Sušno – 13. října 1901 Mladá Boleslav) byl rakouský politik z Čech, v 2. polovině 19. století poslanec Říšské rady a starosta Mladé Boleslavi.

## Biografie
Narodil se do rodiny statkáře Václava Vraného (1808–1877) a jeho manželky Marie (1815–1898), rozené Horákové. Měl starší sestru Annu (1838–1916), která se provdala za Roberta Marka, mlynáře na Nových Mlýnech u Poděbrad.
Prodělal polytechnická studia a věnoval se hospodářské činnosti. Působil jako člen kuratoria hospodářské školy v Mladé Boleslavi. V Boleslavi mu patřil největší zemědělský dvorec (dříve Haslerův).
Byl aktivní i politicky. Působil jako starosta rodného Sušna. Zastával i funkci okresního starosty v Benátkách nad Jizerou, později náměstka okresního starosty v Mladé Boleslavi. Po jistou dobu působil i jako starosta města Mladá Boleslav. Na post starosty Mladé Boleslavi byl zvolen roku 1894.
V 80. letech 19. století se zapojil do zemské politiky. Ve volbách v roce 1883 byl zvolen v kurii venkovských obcí, volební obvod Nymburk, Benátky do Českého zemského sněmu.
Působil i jako poslanec Říšské rady (celostátního parlamentu Předlitavska), kam usedl v doplňovacích volbách roku 1886 za kurii venkovských obcí v Čechách, obvod Mladá Boleslav, Nymburk atd. Nastoupil 29. září 1886 místo Josefa Klímy. Rezignaci oznámil na schůzi 24. října 1888. V parlamentu ho pak nahradil Václav Janda. Ve volebním období 1885–1891 se uvádí jako Joseph Vrany, statkář a okresní starosta, bytem Mladá Boleslav.
Na Říšské radě se přidal k Českému klubu, který od konce 70. let sdružoval staročechy, mladočechy, českou konzervativní šlechtu a moravské národní poslance.
V červenci roku 1869 se oženil s Annou Urbanovou (1851–1913), dcerou rychtáře v Chorušicích. Starší dcera Božena (1870–1948) se provdala za advokáta Josefa Marečka, mladší dcera Zdeňka (1877–1887) zemřela v dětství. Jediný syn Bohuslav (1873–1947) byl okresním komisařem a ministerským radou.
Zemřel po krátké nemoci v říjnu 1901 a byl pohřben na starém městském hřbitově v Mladé Boleslavi. Autorem sochařské výzdoby hrobky byl sochař Bohuslav Schnirch.